# Обуртен, Виктор

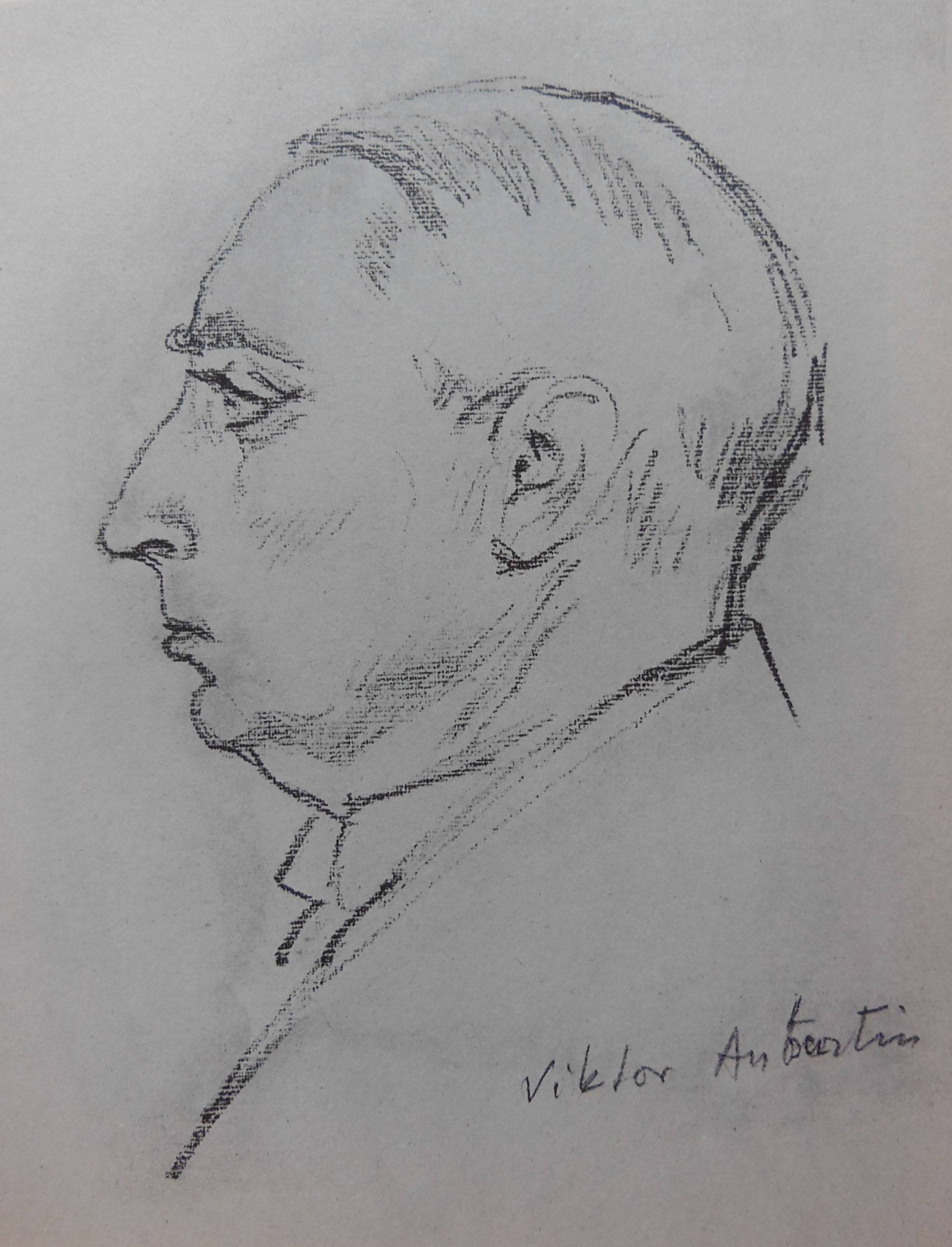
Эмиль Орлик, Портрет Виктора Обуртена (Мадрид, 1925)

Виктор Обуртен (нем. Victor Auburtin; 5 сентября 1870, Берлин — 28 июня 1928, Гармиш-Партенкирхен, Бавария) — немецкий писатель, журналист и переводчик.

## Жизнь и творчество
Родился в семье французских эмигрантов, переселившихся в Пруссию ещё в XVIII столетии. Внук Шарля-Луи-Бенуа Обуртена (1808—1885), личного шеф-повара прусского короля Фридриха-Вильгельма III. Отцом его был Шарль-Богуслав Обуртен (1837—1915), актёр придворного театра, а затем — шеф-редактор берлинского биржевого вестника. Мать, Шарлотта-Мария Эгльзеер, также была актрисой придворного театра. Окончил берлинскую Французскую гимназию, после чего изучал германистику, историю литературы, актёрское мастерство в университетах Берлина, Бонна и Тюбингена, после чего защитил диссертацию. По окончании учёбы сотрудничал с рядом немецких газет и журналов (Die Jugend, Simplicissimus и др.). По поручению газеты «Берлинский ежедневник» (Berliner Tageblatt) в 1911—1914 годах работает её корреспондентом в Париже. С началом Перовой мировой войны как «враждебный иностранец» был арестован и находился в заключении на Корсике. Лишь в 1917 году, в связи с болезнью, был освобождён и через Швейцарию выехал в Германию. Воспоминания писателя о перенесённом им в лагере для интернированных вошли потом его книгу «Что я пережил во Франции» (Was ich in Frankreich erlebte). Начиная с 1917 года Обуртен работает как свободный журналист сперва в Мадриде, а с 1928 года — в Риме. Большим потрясением для него было в последние годы жизни психическое заболевание его жены, Хедвиг Гудловски. Известен также своими литературными переводами из французской прозы.
В своих литературных произведениях, как и в журналистике Виктор Обуртен старался найти некие общие пути между родиной своих предков и её культурой, Францией, и родиной собственной, Германией и в более узком смысле — Пруссией. Его стиль был избранным им «срединным» между стилем литературы классической и модернизмом, присущим началу ХХ столетия. Не поддерживал новые для своего времени художественные направления в искусстве, в то же время воздерживаясь и от их критики, присущей многим журналистам того времени. Не увлекался политикой, выступая проповедником консерватизма и гедонизма в своих произведениях. Из политических деятелей восхищался французским социалистом Жаном Жоресом как личностью, не разделяя социалистических убеждений последнего.

## Сочинения (избранное)
- Кольцо Истины. Сказочная пьеса в трёх актах (Der Ring der Wahrheit. Ein Märchenspiel in drei Akten), 1907
- Конец. Пьеса в трёх актах с эпилогом (Das Ende. Ein Schauspiel in drei Akten und einer Schlußszene), 1910
- Золотая цепь и прочее. Тринадцать новелл. (Die goldene Kette und anderes. Dreizehn Novellen), 1910
- Ониксовая шкатулка (Die Onyxschale), 1911
- Смерть искусства. Эссе (Die Kunst stirbt. Ein Essay), 1911
- Что я пережил о Франции (Was ich in Frankreich erlebte), 1918; на французском языке: Carnet d' un boche en France 1914—1917, 1918
- Павлиньи перья (Pfauenfedern), 1921
- Стакан с золотыми рыбками (Ein Glas mit Goldfischen), 1922; на испанском языке: Un vaso con peces de oro, 1925
- В Дельфы (Nach Delphi), 1924
- Играющий на пастушьей флейте (Einer bläst die Hirtenflöte), 1928
- Хрусталь и графий. Из путевых заметок (Kristalle und Kiesel. Auf Reisen gesammelt), 1930
- Шалмай. Из наследия (Schalmei. Aus dem Nachlass), 1948.